# Jetsam
Pour plus de détails, voir Fiche technique et Distribution.
Jetsam est un film britannique réalisé par Simon Welsford, sorti en 2007.

## Synopsis
Grace (Alex Reid) se réveille sur une plage aux côtés d'un homme (Jamie Draven) dont elle n'a aucun souvenir, ayant d'ailleurs perdu l'essentiel de sa mémoire. L'homme tente de la tuer mais Grace réussit à prendre la fuite et tente alors de reconstituer ses souvenirs pour se sortir de sa dangereuse situation. Sa mémoire revient progressivement et Grace est alors obsédée par des souvenirs d'une femme prénommée Rachel mêlée à une affaire d'espionnage.

## Fiche technique
- Titre original : Jetsam
- Réalisation : Simon Welsford
- Scénario : Simon Welsford
- Photographie : Zac Nicholson
- Montage : Ned Baker
- Musique : Matt Davidson
- Décors : Julian Nagel
- Production : Simon Welsford
- Sociétés de production : Skyman Films
- Pays d'origine : Royaume-Uni
- Langue : anglais
- Format : Couleurs - 2,35:1
- Genre : thriller
- Durée : 84 minutes
- Date de sortie : 
  -  Royaume-Uni : 23 octobre 2007 (Festival du film de Londres) ; 28 août 2009 (sortie nationale)

## Distribution
- Alex Reid : Grace
- Shauna Macdonald : Rachel
- Jamie Draven : Kemp
- Cal MacAninch : Jack
- Adam Shaw : Bevan

## Accueil
Le film, tourné en deux semaines avec un budget très modeste, a été projeté dans le cadre de plusieurs festivals de cinéma en 2007 mais n'est sorti au cinéma qu'au Royaume-Uni en 2009 et dans très peu de salles. Il obtient 50 % de critiques favorables, avec un score moyen de 5,1/10 et sur la base de 14 critiques collectées, sur le site internet Rotten Tomatoes.